# Grossererens Overordnede
Grossererens Overordnede er en stumfilm fra 1913 instrueret af Sofus Wolder efter manuskript af Alfred Kjerulf.